# Jeanne Rucar
Jeanne Rucar (La Madeleine, 29 febrer 1908 – Ciutat de Mèxic, 4 novembre 1994) va ser una actriu de cinema mut, gimnasta professional i ajudant de producció francesa. Va ser l'esposa del cineasta Luis Buñuel Portolés.
Jeanne Rucar va néixer a La Madeleine, al nord de Lilla, d'on era la seva família. De jove va començar la carrera de gimnàstica rítmica amb Irène Poppart que la va dur a aconseguir una medalla de bronze als Jocs Olímpics d'Estiu de 1924. L'any 1925 coneix a París el cineasta Luis Buñuel durant una visita a l'estudi del pintor Joaquín Peinado amb unes amigues. Buñuel va pensar que eren prostitutes, ja que no anaven acompanyades, cosa molt inhabitual a la seva Espanya natal.
Abans de casar-se amb Luis Buñuel, va treballar a la Librairie Espagnole, un reducte de resistència on es va salvar una còpia del curt surrealista dirigit per Buñuel Un chien andalou, que no va ser retirada per la censura. La llibreria va ser posteriorment adquirida per la germana de Jeanne, Georgette. Jeanne Rucar va aparèixer en alguns films del seu marit, com ara L'Âge d'or o Los olvidados, va participar en la confecció del vestuari del protagonista d'Un Chien Andalou, i va ser l'ajudant de producció d'Un Chien andalou, L'âge d'or i Las Hurdes, tierra sin pan.
Quan el seu marit va assistir a una de les seves classes de gimnàstica rítmica, la va obligar a deixar-ho perquè se li veien les cames i considerava que no era decent. El mateix va passar amb les seves classes de piano quan Buñuel va veure que el professor era un home. L'absència d'aquest instrument, el piano, del qual tant havia gaudit, la va portar a titular la seva autobiografia: Memorias de una mujer sin piano. Després de vuit anys de festeig, el 23 de juny de 1934 es casa amb Luis Buñuel. L'any 1939 el matrimoni abandona França, on residien, per anar cap als Estats Units pels compromisos professionals de Buñuel. Allí viuran, entre Los Angeles i Nova York, fins a l'any 1945, quan la parella s'instal·la definitivament a Mèxic. El 9 de novembre del 1934 neix el seu primer fill, Juan Luis, i el següent, Rafael, neix el 1940. Després de tota una vida dedicada al seu marit i als fills, amb 82 anys, Jeanne Rucar va decidir dictar la seva biografia, que va ser recollida per Marisol Martín del Campo. Aquesta escriptora la va transcriure, ja que Jeanne Rucar tenia problemes de visió i havia deixat d'escriure. Jeanne va morir poc després, als 86 anys, a Ciutat de Mèxic. En castellà s'han fet diverses edicions de la seva biografia, com la de l'any 1991 de l'editorial Cátedra i la del 2016 de Cabaret Voltaire. També se'n va fer una edició per llatinoamèrica amb l'Alianza Editorial Mexicana.

## Filmografia
- Un chien andalou (1929)
- L'Âge d'or (1930)
- Las Hurdes, tierra sin pan (1933)
- Los olvidados (1950)